# П'єро Кіспе
П'єро Кіспе (ісп. Piero Quispe; нар. 14 серпня 2001, Ліма) — перуанський футболіст, півзахисник мексиканського клубу «УНАМ Пумас» та національної збірної Перу.
Чемпіон Перу у складі «Універсітаріо де Депортес».

## Клубна кар'єра
Народився 14 серпня 2001 року в місті Ліма. Вихованець юнацьких команд футбольних клубів «Ектор Чумпітас» та «Універсітаріо де Депортес».
У дорослому футболі дебютував 2021 року виступами за головну команду останнього, в якій провів три сезони, взявши участь у 78 матчах чемпіонату.  Більшість часу, проведеного у складі «Універсітаріо де Депортес», був основним гравцем команди. 2023 року став у її складі чемпіоном Перу.
На початку 2024 року уклав трирічний контракт з мексиканським «УНАМ Пумас», якому трансфер перуанцям обійшов в еквівалент 1,4 мільйона євро.

## Виступи за збірну
2022 року дебютував в офіційних матчах у складі національної збірної Перу.
У складі збірної був учасником розіграшу Кубка Америки 2024 року у США, де виходив на поле у двох іграх турніру.
| Дата       | Місто       | Господарі | Результат | Гості                    | Турнір                       | Голи | Примітки |
| ---------- | ----------- | --------- | --------- | ------------------------ | ---------------------------- | ---- | -------- |
| 20-11-2022 | Арекіпа     | Перу      | 1 – 0     | Болівія                  | товариський матч             | -    | 60'      |
| 16-11-2023 | Ла-Пас      | Болівія   | 2 – 0     | Перу                     | Відбір до ЧС 2026            | -    |          |
| 21-11-2023 | Ліма        | Перу      | 1 – 1     | Венесуела                | Відбір до ЧС 2026            | -    | 65'      |
| 26-3-2024  | Ліма        | Перу      | 4 – 1     | Домініканська Республіка | товариський матч             | 1    | 60'      |
| 7-6-2024   | Ліма        | Перу      | 0 – 0     | Парагвай                 | товариський матч             | -    | 73'      |
| 14-6-2024  | Філадельфія | Сальвадор | 0 – 1     | Перу                     | товариський матч             | -    | 46'      |
| 21-6-2024  | Арлінгтон   | Перу      | 0 – 0     | Чилі                     | Копа Америка 2024 - 1-й етап | -    | 71'      |
| 25-6-2024  | Канзас-Сіті | Перу      | 0 – 1     | Канада                   | Копа Америка 2024 - 1-й етап | -    | 62'      |
| 10-9-2024  | Кіто        | Еквадор   | 1 – 0     | Перу                     | Відбір до ЧС 2026            | -    | 68'      |
| 11-10-2024 | Ліма        | Перу      | 1 – 0     | Уругвай                  | Відбір до ЧС 2026            | -    | 72'      |
| Усього     |             | Матчів    | 10        |                          | Голів                        | 1    |          |

## Титули і досягнення
- Чемпіон Перу (1):

«Універсітаріо де Депортес»: 2023